# Минская высшая партийная школа
Минская высшая партийная школа — высшее учебное заведение в Минске, существовало с 1946 года по 1991 год. Школа готовила работников Коммунистической партии Беларуси (КПБ) и советского комсомола, сотрудников печати, радио и телевидения. Располагалось в историческом здании середины XX века по адресу: улица Карла Маркса, дом 31. 

## История
В 1946 году при ЦК Коммунистической партии Белоруссии была создана Республиканская партийная школа. Обучение в ней длилось 2 года. Группы подразделялись на следующие: организационно-партийные, пропагандистские, комсомольские и журналистские.
В 1956 году на базе этой школы была создана Минская партийная высшая школа. Обучение в ней длилось 4 года на дневной форме обучения и 5 лет — на заочной. В школу принимались коммунисты-активисты со средним образованием. С 1962 года начал действовать филиал с двухгодичным сроком обучения на базе высшего образования.
В 1968 году было открыто заочное отделение с трехлетним сроком обучения, также на базе высшего образования. С 1967 года на базе школы действовали республиканские курсы повышения квалификации партийных, советских и идеологических кадров, в 1987 году преобразованные в кафедру. В 1982—1986 годах в школе проводились курсы для партийных и государственных кадров Польской Народной Республики.
В 1990/1991 учебном году в университете было 10 кафедр:
- Истории Коммунистической партии Советского Союза (КПСС)
- Философии марксизма-ленинизма
- Политической экономии
- Научного коммунизма
- Мировой политики и международной деятельности КПСС
- Партийного строительства
- Советского государственного строительства и права
- Экономика СССР
- Социалистической культуры
- Военная кафедра

В 1990/1991 учебном году в школе было около 1000 слушателей (студентов). В ней работали 90 преподавателей, в том числе 15 докторов наук и 60 кандидатов наук. За время существования Минской партийной высшей школы ее преподавателями опубликовано более 100 монографий и брошюр по общественным наукам. С 1956 года по 1990 год из школы выпустилось около 10 000 человек. В 1968—1990 годах при университете действовал музей.
В 1991 году университет был преобразован в Институт политологии и социального управления Коммунистической партии Беларуси. В том же году он был закрыт в связи с решением Верховного Совета Белорусской ССР о приостановлении деятельности КПСС-КПБ на территории Белорусской ССР.
С 1991 года в здании расположен филологический факультет Белорусского государственного университета.